# Ozomelis
Ozomelis là một chi thực vật có hoa trong họ Saxifragaceae.